# 泛美公路

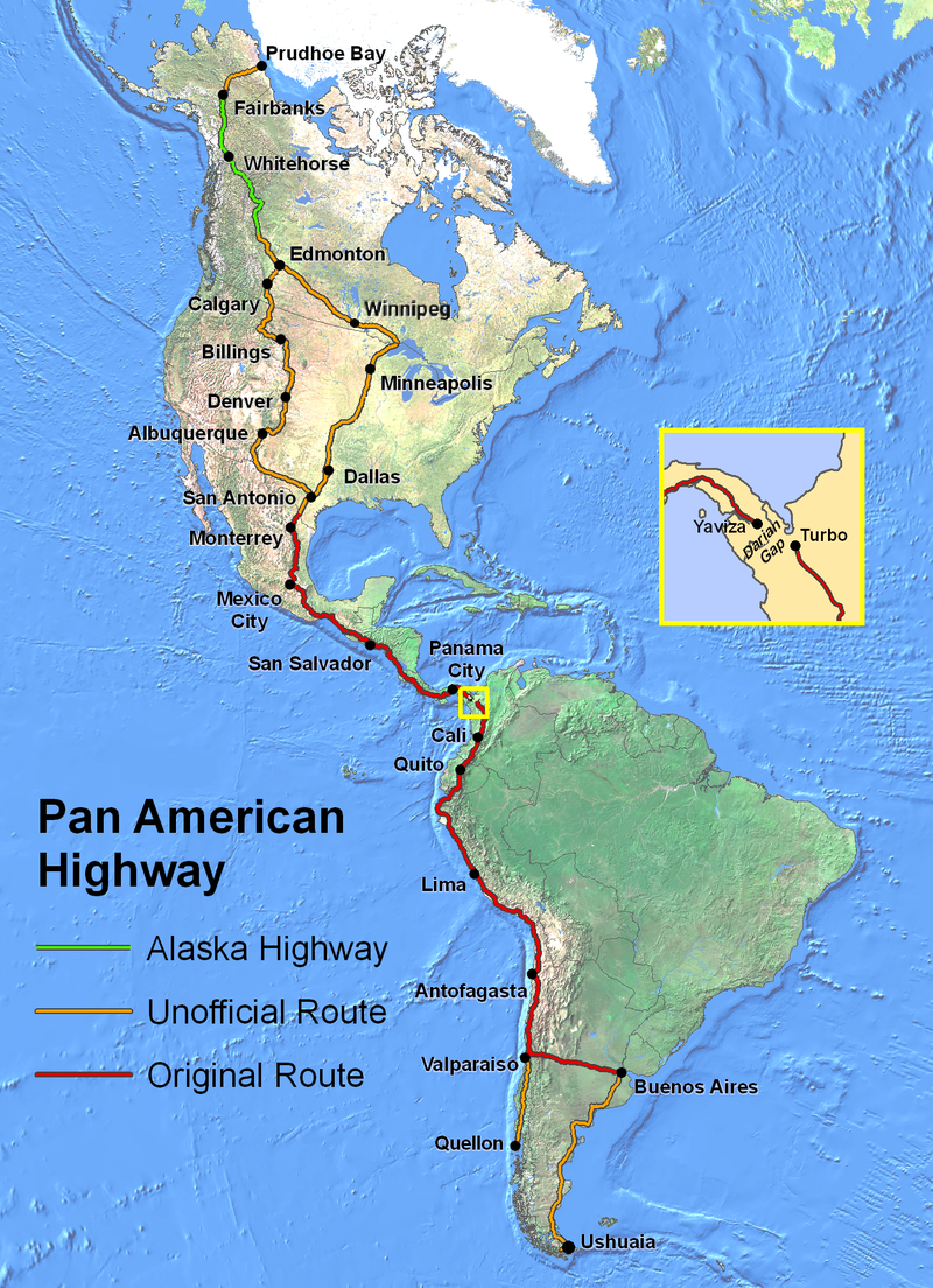
泛美公路

泛美公路（英語：Pan-American Highway）是贯穿整个美洲大陆的公路系统。北起阿拉斯加，南至火地岛，全长约30,600公里，主干线自美国阿拉斯加的费尔班克斯至智利的蒙特港，将近26,000公里。除了巴拿马到哥伦比亚（达连隘口）之间至今仍未修建公路以外，美洲大陆各国都通过这个公路网连接起来。

## 歷史
修建泛美公路的想法于1923年在第五次美洲国家国际会议上提出。1925年在布宜诺斯艾利斯举行了第一次泛美公路会议，自此，美国与拉丁美洲各国共同规划和修建这一公路系统。1936年召开的泛美巩固和平会议上签订了泛美公路协议。墨西哥是第一个完成境内路段修建的拉美国家。

## 路況
泛美公路经过许多不同类型的气候带和自然环境，包括沙漠、热带雨林和高山。由于穿越十几个国家，因而没有统一的道路标识，并且路况差异也很大，有的路段只有在干季才能通行，不少地方行车时有危险。也因此被人認為是全世界40大危險公路之一。
泛美公路惟一未修通的一段在巴拿马运河到哥伦比亚边境之间，称为达连隘口，南北段需要渡輪連接。这一段有87公里（54英里），为一片茂密的原始森林所阻。许多人、团体组织、原住民及当地政府都反对修通达连路段，理由各异，如保护热带雨林；控制热带疾病的传播；保持原住民的生活环境；以及防止口蹄疫向北美扩散等。
泛美公路著名的路段包括阿拉斯加公路和美洲际公路（Inter-American Highway），后者连接美国与巴拿马运河，是美国旅行者驾车前往墨西哥最常走的路线。

## 路线

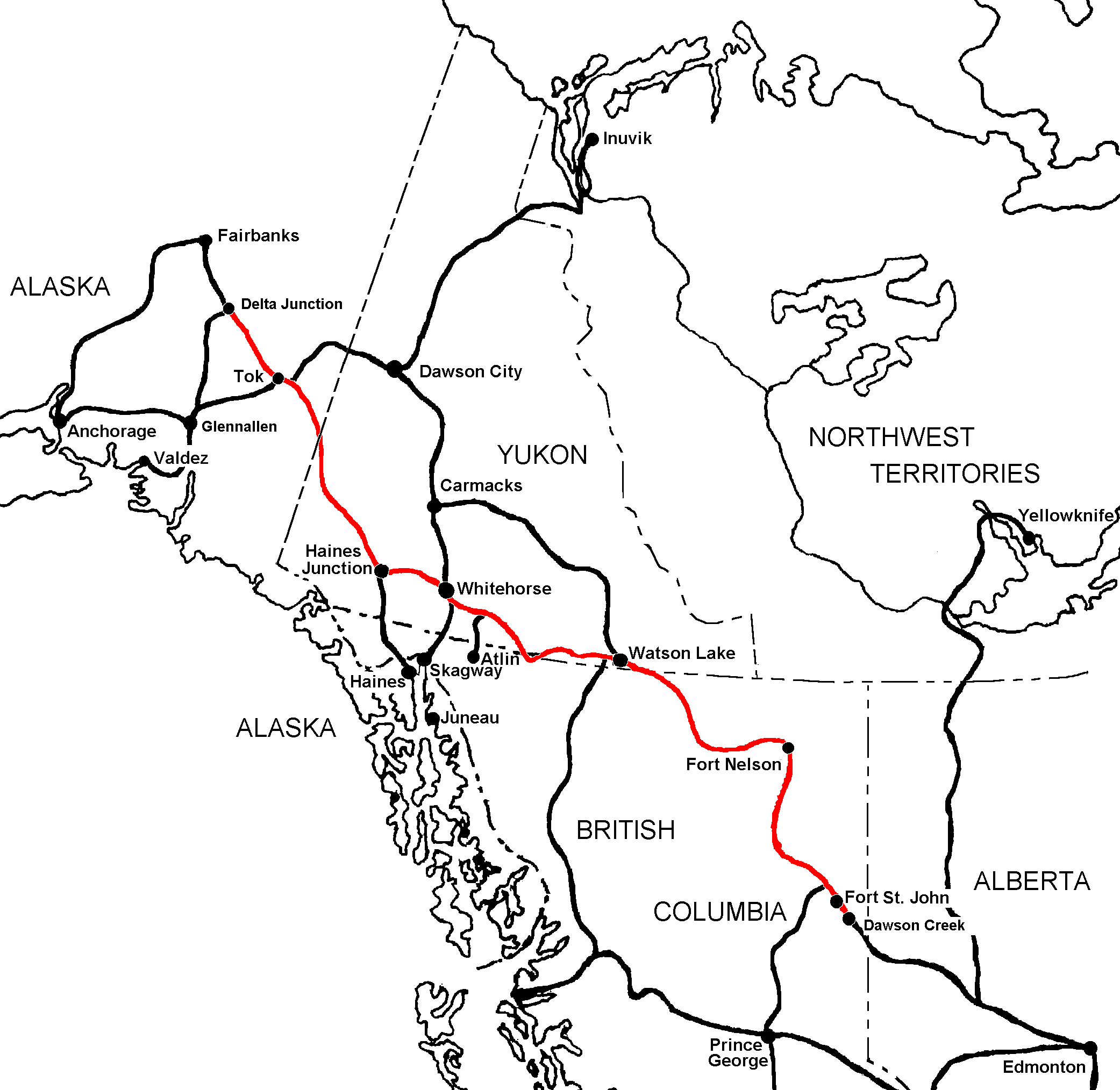
阿拉斯加和加拿大的泛美公路

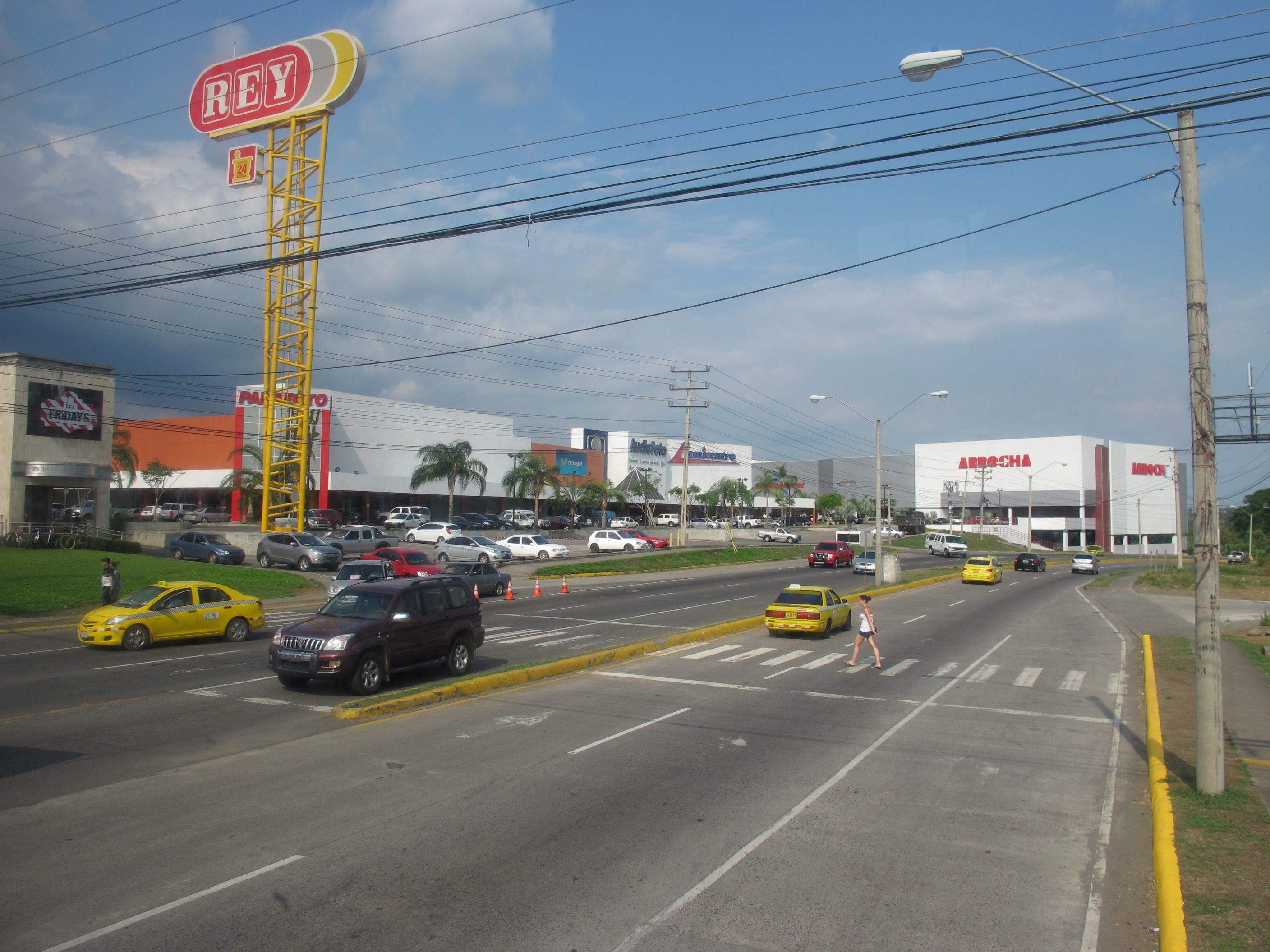
泛美公路巴拿馬戴維段

### 北美与中美
- 美國
  - 阿拉斯加
    - 普拉德霍灣（Prudhoe Bay）
    - 費爾班克斯（Fairbanks）
    - 三匯市（Delta Junction）
- 加拿大
  - 育空地區
    - 海狸溪（Beaver Creek）
    - 海恩斯交匯處（ Haines Junction）
    - 白馬市（Whitehorse）
    - 约翰逊克罗辛（Johnson's Crossing）

  - 不列顛哥倫比亞
    - 洛爾站（Lower Post）
    - 納爾遜堡（Fort Nelson）
    - 聖約翰堡（Fort St. John）
    - 道森河（Dawson Creek）
    - 喬治王子城（Prince George）
    - （Cache Creek）
    - 霍普（Hope）
    - 素里（Surrey）
    - 溫哥華（City of Vancouver）
- 美国
  - 华盛顿州
    - 布莱恩（Blaine）
    - 贝灵厄姆（Bellingham）
    - 西雅图
    - 塔科马（Tacoma）
    - 奥林匹亚

  - 俄勒冈州
    - 波特兰
    - 尤金-斯普林菲尔德（Eugene-Springfield）
    - 梅德福（Medford）

  - 加利福尼亚州
    - 雷丁（Redding）
    - 温特斯（Winters）
    - 瓦卡维尔（Vacaville）
    - 旧金山
    - 圣何塞
    - 圣巴巴拉
    - 圣莫尼卡（Santa Monica）
    - 圣迭戈

  - 亚利桑那州
    - 尤马（Yuma）
    - 图森（Tucson）
    - 诺加利斯（Nogales）
- 墨西哥
  - 索诺拉州
    - 诺加莱斯（Nogales）
    - 埃莫西约（Hermosillo）
    - 奥夫雷贡城（Ciudad Obregón）

  - 锡那罗亚州
    - 洛斯莫奇斯（Los Mochis）
    - 库利阿坎（Culiacán）
    - 马萨特兰（Mazatlán）

  - 杜兰戈州
    - 杜兰戈（Victoria de Durango）
    - 托累昂（Torreón）

  - 科阿韦拉州
    - 萨尔蒂约（Saltillo）

  - 新莱昂州
    - 蒙特雷

  - 塔毛利帕斯州
    - 维多利亚城（Ciudad Victoria）

  - 圣路易斯波托西州
    - 巴利城（Ciudad Valles）

  - 伊达尔戈州
    - 西马潘（Zimapán）
    - 帕丘卡（Pachuca）

  - 联邦特区
    - 墨西哥城

  - 莫雷洛斯州
    - 库埃纳瓦卡（Cuernavaca）

  - 普埃布拉州
    - 普埃布拉

  - 瓦哈卡州
    - 瓦哈卡

  - 恰帕斯州
    - 图斯特拉-古铁雷斯（Tuxtla Gutiérrez）

  - 特旺特佩克地峡
- 危地马拉
  -     - La Mesilla
    - 韦韦特南戈（Huehuetenango）
    - 奇马尔特南戈（Chimaltenango）
    - 危地马拉城
    - 奎拉帕（Cuilapa）
    - 胡蒂亚帕（Jutiapa）
    - San Cristobal Frontera
- 萨尔瓦多
  -     - 坎德拉里亚德拉弗龙特拉（Candelaria de la Frontera）
    - 圣安娜（Santa Ana）
    - 圣萨尔瓦多
    - 科胡特佩克（Cojutepeque）
    - 圣米格尔（San Miguel）
- 洪都拉斯
  -     - 纳考梅（Nacaome）
    - 特古西加尔巴
    - 圣马尔科斯德科隆（San Marcos de Colón）
- 尼加拉瓜
  -     - 奥科塔尔（Ocotal）
    - 埃斯特利（Estelí）
    - 塞瓦科（Sébaco）
    - 达里奥市（Ciudad Dario）
    - San Benito
    - 马那瓜
    - 希诺特佩（Jinotepe）
    - 里瓦斯（Rivas）
- 哥斯达黎加
  -     - 利韦里亚（Liberia）
    - 巴兰卡（Barranca）
    - 阿拉胡埃拉（Alajuela）
    - 圣何塞
    - San Isidro
    - 南帕尔马（Palmar Sur）
- 巴拿马
  -     - 戴维（David）
    - 托勒（Tolé）
    - 圣地亚哥（Santiago）
    - 佩诺诺梅（Penonomé）
    - 巴拿马城

  - 巴拿马运河
  - 巴拿马地峡
    - Cañita
    - 亚维萨（Yaviza），北线终点

### 哥伦比亚——利马——圣地亚哥——蒙特港
- 哥伦比亚
  - 乔科省
  - 安提奥基亚省
    - 图尔博（Turbo）
    - 奇戈罗多（Chigorodó）
    - 安提奥基亚（Antioquia）
    - 麦德林（Medellín）

  - 卡尔达斯省
    - 安塞尔马（Anserma）

  - 利萨拉尔达省
  - 考卡谷省
    - 卡塔戈（Cartago）
    - 图尔瓦（Tuluá）
    - 布加（Buga）
    - 帕尔米拉（Palmira）
    - 卡利（Cali）

  - 考卡省
    - 波帕扬（Popayán）

  - 纳里尼奥省
    - 帕斯托（Pasto）
    - 伊皮亚莱斯（Ipiales）
- 厄瓜多尔
  - 卡尔奇省
    - 图尔坎（Tulcán）

  - 因巴布拉省
    - 伊瓦拉（Ibarra）
    - 奥塔瓦罗（Otavalo）

  - 皮钦查省
    - 基多

  - 科托帕希省
    - 拉塔昆加（Latacunga）

  - 通古拉瓦省
    - 安巴托（Ambato）

  - 钦博拉索省
    - 里奥班巴（Riobamba）

里奥班巴以南20公里处的科尔塔（Colta）分为两条路线通向秘鲁：
旧路线穿越山脉：
- - 卡尼亚尔省
    - 阿索格斯（Azogues）

  - 阿苏艾省
    - 昆卡（Cuenca）

  - 洛哈省
    - 萨拉古罗（Saraguro）
    - 洛哈（Loja）
    - 玛卡拉（Macará，与秘鲁交界）

新路线通向海岸：
- - 桑盖国家公园
  - 瓜亚斯省
  - 埃尔奥罗省
    - 马查拉（Machala）
    - 瓦基里亚斯（Huaquillas，与秘鲁交界）
- 秘鲁

旧路线穿越内陆（接Macará）：
- - 皮乌拉省
    - Suya
    - 苏拉纳（Sullana）

新路线沿太平洋海岸（接Huaquillas）：
- - 通贝斯省
    - 萨鲁米亚（Zarumilla）
    - 通贝斯（Tumbes）

  - 皮乌拉省
    - 苏拉纳（Sullana）

此处两线重又合并：
- - 皮乌拉省
    - 皮乌拉（Piura）

  - 兰巴耶克省
    - 兰巴耶克（Lambayeque）
    - 奇克拉约（Chiclayo）

  - 拉利伯塔德省
    - 帕卡斯马约（Pacasmayo）
    - 特鲁希略（Trujillo）

  - 安卡什省
    - 钦博特（Chimbote）
    - 瓦尔梅（Huarmey）

  - 利马省
    - Comas
    - Independencia
    - 利马
    - 米拉弗洛雷斯区（Miraflores）
    - 圣维森特德卡涅特（San Vicente de Cañete）

  - 伊卡省
    - 钦查阿尔塔（Chincha Alta）
    - Pisco
    - 伊卡（Ica）
    - 纳斯卡（Nazca）
    - 纳斯卡巨画

（→纳斯卡——拉巴斯——亚松森及拉巴斯——萨尔塔——布宜诺斯艾利斯)
- - 阿雷基帕省
    - 卡马纳（Camaná）
    - 阿雷基帕（Arequipa）

  - 莫克瓜省
    - 莫克瓜（Moquegua）

  - 塔克纳
    - 塔克纳（Tacna）
- 智利
  - 塔拉帕卡大区
    - 阿里卡（Arica）

  - 安托法加斯塔大区
    - 安托法加斯塔（Antofagasta）

  - 阿塔卡马大区
    - 阿塔卡马沙漠
    - 科皮亚波（Copiapó）

  - 科金博大区
    - 拉塞雷纳（La Serena）
    - 科金博（Coquimbo）

  - 瓦尔帕莱索大区
    - 拉里瓜（La Ligua）

  - 圣地亚哥首都大区
    - 圣地亚哥

在圣地亚哥分为两条路线，东线通向布宜诺斯艾利斯，西线向南如下：
- - 奥伊金斯将军解放者大区
    - 兰卡瓜（Rancagua）
    - 塔尔卡（Talca）

  - 比奥比奥大区
    - 奇康（Chillán）
    - 康塞普西翁（Concepción）
    - 洛斯安赫莱斯（Los Angeles）

  - 阿劳卡尼亚大区
    - 特木科（Temuco）

  - 湖大区
    - 奥索尔诺（Osorno）
    - 蒙特港（Puerto Montt）

### 圣地亚哥——布宜诺斯艾利斯——火地岛
- 智利
  - 圣地亚哥首都大区
    - 阿尔托港（Puente Alto）
- 阿根廷
  - 门多萨省
    - 图努扬（Tunuyán）
    - 门多萨（Mendoza）

  - 圣路易斯省
    - 圣路易斯（San Luis）

  - 科尔多瓦省
  - 圣菲省
  - 联邦首都
    - 布宜诺斯艾利斯

（→布宜诺斯艾利斯——亚松森）
（→布宜诺斯艾利斯——蒙得维的亚——里约热内卢）
- - 布宜诺斯艾利斯省
    - 布兰卡港（Bahía Blanca）

  - 里奥内格罗省
    - 别德马（Viedma）

  - 丘布特
    - 马德林港（Puerto Madryn）
    - 特雷利乌（Trelew）
    - 里瓦达维亚海军准将城

  - 圣克鲁斯省
    - 卡莱塔奥利维亚（Caleta Olivia）
    - 里奥加耶戈斯
- 智利
  - 麦哲伦-智利南极大区
- 阿根廷
  - 火地岛省
    - 里奥格兰德（Río Grande）
    - 乌斯怀亚

### 纳斯卡——拉巴斯——亚松森
- 秘鲁
  - 伊卡省
    - 纳斯卡（Nazca）

  - 阿亚库乔省
  - 阿普里马克省
    - 阿班凯（Abancay）

  - 库斯科省
    - 库斯科（Cusco）

  - 普诺省
    - 胡利亚卡（Juliaca）
    - 普诺（Puno）
    - 的的喀喀湖
- 玻利维亚
  - 拉巴斯省
    - Guaquí
    - Tiahuanaco
    - 拉巴斯

  - 奥鲁罗省
    - Caracollo

在Caracollo有几条路线交汇，向南为拉巴斯——萨尔塔——布宜诺斯艾利斯路段，向西到达智利的阿里卡，下述路线延伸至巴西的巴拉那瓜。
- - 科恰班巴省
    - 科恰班巴（Cochabamba）

  - 圣克鲁斯省
    - Samaipata
    - 圣克鲁斯-德拉谢拉（Santa Cruz de la Sierra）
    - Camiri

  - 丘基萨卡省
- 巴拉圭
  - 博克龙省
    - Mariscal Estigarribia
    - 费拉德尔费亚（Filadelfia）

  - 阿耶斯总统省
    - 波索科罗拉多（Pozo Colorado）
    - Villa Hayes

  - 中央省
  - 亚松森

这里有两条分支线路，一条通向布宜诺斯艾利斯（布宜诺斯艾利斯——亚松森），另一条通向巴西的巴拉那瓜（亚松森——巴拉那瓜）。

### 拉巴斯——萨尔塔——布宜诺斯艾利斯
- 玻利维亚
  - 拉巴斯省
    - 拉巴斯

  - 奥鲁罗省
    - 奥鲁罗（Oruro）
    - Challapata

  - 波多西省
    - 波多西（Potosí）
    - Tupiza
    - Villazón
- 阿根廷
  - 胡胡伊省
    - 胡胡伊（Jujuy）
    - 萨尔塔省
    - 萨尔塔（Salta）

  - 图库曼省
    - 圣米格尔-德图库曼（San Miguel de Tucumán）

  - 圣地亚哥-德尔埃斯特罗省
    - 圣地亚哥-德尔埃斯特罗（Santiago del Estero）

  - 科尔多瓦省
    - 科尔多瓦（Córdoba）
    - Villa María

  - 圣菲省
    - Cañada de Gómez
    - 罗萨里奥（Rosario）

  - 布宜诺斯艾利斯省
    - 圣尼古拉斯（San Nicolás）
    - Belén de Escobar

  - 布宜诺斯艾利斯

### 布宜诺斯艾利斯——亚松森
- 阿根廷
  - 布宜诺斯艾利斯
  - 布宜诺斯艾利斯省
    - 圣尼古拉斯（San Nicolás）

  - 圣菲省
    - 罗萨里奥（Rosario）
    - 圣菲（Santa Fe）
    - Las Toscas

  - 查科省
    - 雷西斯滕西亚（Resistencia）

  - 福爾摩沙省
    - 福爾摩沙（Formosa）
- 巴拉圭
  - 亚松森

### 亚松森——巴拉那瓜
- 巴拉圭
  - 亚松森
  - 科洛迪耶拉省
    - 卡库佩（Caacupé）

  - 卡瓜苏省
    - 奥维多上校镇（Coronel Oviedo）
    - 卡瓜苏（Caaguazú）

  - 上巴拉那省
    - 埃斯特城（Ciudad del Este）
- 巴西
  - 巴拉那州
    - 伊瓜苏（Foz do Iguaçu）
    - 卡斯卡韦尔
    - Guarapuava
    - 普鲁登托波利斯
    - Ponta Grossa
    - 库里蒂巴（Curitiba）
    - 巴拉那瓜（Paranaguá）

### 布宜诺斯艾利斯——蒙得维的亚——里约热内卢
- 阿根廷
  - 布宜诺斯艾利斯
  - 恩特雷里奥斯省
- 乌拉圭
  - 科洛尼亚省
    - Nueva Palmira
    - 科洛尼亚-德尔萨克拉门托（Colonia del Sacramento）

  - 圣何塞省
  - 蒙得维的亚

从蒙得维的亚由内陆（北线）至阿雷格里港：
- - 卡内洛内斯省
  - 拉瓦耶哈省
    - 米纳斯（Minas）

  - 三十三人省
    - 三十三人城（Treinta y Tres）

  - 塞罗拉尔戈省
    - 梅洛（Melo）

从蒙得维的亚由海岸（东线）至阿雷格里港：
- - 卡内洛内斯省
  - 马尔多纳多省
    - San Carlos

  - 罗恰省
    - 罗恰（Rocha）
    - Chuy（与巴西交界处）
- 巴西
  - 南里奥格兰德州
    - 由梅洛经Bagé
    - 由Chuy经Pelotas
    - 阿雷格里港
    - 新汉堡（Novo Hamburgo）
    - Caixas do Sul

  - 圣卡塔琳娜州
  - 巴拉那州
    - 库里蒂巴（Curitiba）

  - 圣保罗州
    - 圣保罗
    - 桑托斯

  - 里约热内卢州
    - 里约热内卢

### 玻利瓦尔公路
- 委内瑞拉
  - 苏克雷州
    - Güiria
    - 库马纳（Cumaná）

  - 安索阿特吉州
    - 巴塞罗那（Barcelona）

  - 巴尔加斯州
    - 瓜伊拉（La Guaira）

  - 加拉加斯
  - 阿拉瓜州
    - 马拉凯（Maracay）

  - 卡拉沃沃州
    - 巴伦西亚（Valencia）

  - 亚拉奎州
    - 圣费利佩（San Felipe）

  - 拉腊州
    - 巴基西梅托（Barquisimeto）

  - 特鲁希略州
    - Embalse de Agua Viva

  - 梅里达州
    - 梅里达（Mérida）

  - 塔奇拉州
    - 圣克里斯托瓦尔 (塔奇拉州)（San Cristóbal）
    - San Antonio del Táchira（与哥伦比亚交界处）
- 哥伦比亚
  - 北桑坦德省
    - 库库塔（Cúcuta）

  - 桑坦德省
    - 布卡拉曼加（Bucaramanga）

  - 博亚卡省
    - 通哈（Tunja）

  - 昆迪纳马卡省/首都区
    - 波哥大

  - 托利马省
    - 伊巴格（Ibagué）

  - 金迪奥省
    - 亚美尼亚城（Armenia）

  - 考卡山谷州
    - 图卢阿（Tuluá）

## 外部連結
- CNN STORY PAGE （页面存档备份，存于）
- Smithsonian Office of Education （页面存档备份，存于）